# Thaiföld az 1960. évi nyári olimpiai játékokon
Thaiföld az olaszországi Rómában megrendezett 1960. évi nyári olimpiai játékok egyik részt vevő nemzete volt. Az országot az olimpián 4 sportágban 20 sportoló képviselte, akik érmet nem szereztek.

## Atlétika
Férfi
| Versenyző                                                                | Versenyszám     | Előfutam | Előfutam | Negyeddöntő | Negyeddöntő | Elődöntő | Elődöntő | Döntő   | Döntő    |
| Versenyző                                                                | Versenyszám     | Idő      | Hely.    | Idő         | Hely.       | Idő      | Hely.    | Idő     | Helyezés |
| ------------------------------------------------------------------------ | --------------- | -------- | -------- | ----------- | ----------- | -------- | -------- | ------- | -------- |
| Suthi Manyakass                                                          | 100 m           | 10,8     | 4.       | kiesett     | kiesett     | kiesett  | kiesett  | kiesett | kiesett  |
| Manut Bumrungphuk                                                        | 400 m           | 49,6     | 6.       | kiesett     | kiesett     | kiesett  | kiesett  | kiesett | kiesett  |
| Somsak Thonf Ar-Ram                                                      | 800 m           | 1:57,1   | 7.       | kiesett     | kiesett     | kiesett  | kiesett  | kiesett | kiesett  |
| Dhira Phiphobmongkol                                                     | 1500 m          | 4:24,4   | 11.      |             |             |          |          | kiesett | kiesett  |
| Somnuek Srisombat                                                        | 5000 m          | 15:32,6  | 11.      |             |             |          |          | kiesett | kiesett  |
| Boonsong Arjtaweekul Prajim Wongsuwan Paiboon Vacharapan Suthi Manyakass | 4 × 100 m váltó | 42,0     | 5.       |             | kiesett     | kiesett  | kiesett  | kiesett |          |

| Versenyző        | Versenyszám | Selejtező | Selejtező | Döntő    | Döntő    |
| Versenyző        | Versenyszám | Eredmény  | Helyezés  | Eredmény | Helyezés |
| ---------------- | ----------- | --------- | --------- | -------- | -------- |
| Prajim Wongsuwan | Távolugrás  | 678 cm    | 41.       | kiesett  | kiesett  |

## Ökölvívás
| Versenyző         | Versenyszám  | Selejtező                | 32-es főtábla                 | Nyolcaddöntő      | Negyeddöntő       | Elődöntő          | Döntő             | Helyezés |
| Versenyző         | Versenyszám  | Ellenfél Eredmény        | Ellenfél Eredmény             | Ellenfél Eredmény | Ellenfél Eredmény | Ellenfél Eredmény | Ellenfél Eredmény | Helyezés |
| ----------------- | ------------ | ------------------------ | ----------------------------- | ----------------- | ----------------- | ----------------- | ----------------- | -------- |
| Kicha Poonphol    | Légsúly      | erőnyerő                 | Paul Chervet (SUI) · 0-5      | kiesett           | kiesett           | kiesett           | kiesett           | 17.      |
| Bhodi Sooknoi     | Könnyűsúly   | erőnyerő                 | Richard McTaggart (GBR) · 0-5 | kiesett           | kiesett           | kiesett           | kiesett           | 17.      |
| Sawong Mongkolrit | Kisváltósúly | Kim Deuk-bong (KOR) · KO | kiesett                       | kiesett           | kiesett           | kiesett           | kiesett           | 33.      |
| Tongchai Teptani  | Váltósúly    | erőnyerő                 | Andrés Navarro (ESP) · 0-5    | kiesett           | kiesett           | kiesett           | kiesett           | 17.      |

## Sportlövészet
Férfi
| Versenyző            | Versenyszám           | Selejtező | Selejtező | Selejtező | Döntő   | Döntő    |
| Versenyző            | Versenyszám           | Csoport   | Pont      | Helyezés  | Pont    | Helyezés |
| -------------------- | --------------------- | --------- | --------- | --------- | ------- | -------- |
| Prateep Polphantin   | Gyorstüzelő pisztoly  |           |           |           | 565     | 34.      |
| Sumol Sumontame      | Gyorstüzelő pisztoly  |           |           |           | 549     | 46.      |
| Chalermsakdi Inswang | Szabadpisztoly        | B         | 339       | 22.       | 525     | 33.      |
| Amorn Yuktanandana   | Szabadpisztoly        | A         | 336       | 24.       | 515     | 45.      |
| Krisada Arunwong     | Sportpuska, fekvő     | B         | 364       | 38.       | kiesett | =78.     |
| Krisada Arunwong     | Sportpuska, összetett | B         | 516       | 32.       | kiesett | =61.     |
| Saroj Silpikul       | Sportpuska, összetett | A         | 488       | 34.       | kiesett | =69.     |
| Saroj Silpikul       | Sportpuska, fekvő     | A         | 376       | 36.       | kiesett | =68.     |

## Vitorlázás
Nyílt
| Versenyző                                       | Versenyszám | Futam | Futam | Futam | Futam | Futam | Futam | Futam | Pontszám | Helyezés |
| Versenyző                                       | Versenyszám | 1     | 2     | 3     | 4     | 5     | 6     | 7     | Pontszám | Helyezés |
| ----------------------------------------------- | ----------- | ----- | ----- | ----- | ----- | ----- | ----- | ----- | -------- | -------- |
| Birabongse Bhanutej Bhanubandh Bumphen Chomvith | Csillaghajó | (174) | 370   | 194   | 312   | 237   | 215   | 286   | 1614     | 19.      |